# タイスン
タイスン（モンゴル語: Tayisun、生没年不詳）は、13世紀初頭にモンゴル帝国に仕えたジャアト・ジャライル部出身の千人隊長の一人。
『元史』などの漢文史料では郡王帯孫(dàisūn)、『集史』などのペルシア語史料ではطایسون(ṭāīsūn)と記される。

## 概要
ジャアト・ジャライル部のグウン・ゴアの子で、「四駿」の一人にして左翼万人隊長国王ムカリの弟にあたる。兄とともにチンギス・カンに仕えて立身出世し、モンゴル帝国の幹部層たる千人隊長に任ぜられた。何故か『元朝秘史』の「功臣表」には名前が挙がらないが、『集史』「チンギス・カン紀」の「千人隊長一覧」では2つのジャライル千人隊を率いる、左翼21番目の千人隊長として記録されている。
タイスンの活躍が史料上に現れ始めるのは金朝遠征の時からで、特にチンギス・カンが金朝攻略の指揮権をムカリに委ねた後、ムカリ麾下の有力将軍の一人として各地で活躍する。1219年には石天応の助けを得て洺州を攻略し。絳州の攻略時には尉遅天沢を見出している。
1223年（癸未）、病にたおれたムカリは弟のタイスンを呼び出し、「我は国家の為大業を助け、鎧を纏い武器を執ること40年、東西に戦った。遺恨はないが、ただ汴京を攻略できなかったことだけが心残りである。汝は汴京の攻略に励め」と言い残して亡くなった。ムカリの遺言に従い、ムカリの息子のボオルがその地位を継承した後も金朝との戦いに励み、1225年（乙酉）には漢人軍閥の厳実とともに彰徳府を攻略し、1226年（丙戌）には山東の要衝の益都を攻囲したため、翌年には益都を拠点とする軍閥の李全が畢叔賢の説得を受けて投降している。
タイスンの晩年については記録がないが、第2代皇帝オゴデイによる丙申年分撥の際、タイスンは「帯孫郡王」名義で東平路東阿県に領地・領民を与えられている。

## 子孫
タイスンにはモンケ（忙哥）という息子がおり、第4代皇帝モンケ・カアンに仕えていた。モンケとその息子のタタルダイはモンケ・カアンの南宋親征に従軍していたが、遠征先でモンケ・カアンは急死してしまった。タタルダイはモンケ・カアンの遺骸とともにモンゴル高原に帰還したが、そこでモンケ・カアンの弟であるクビライとアリクブケとの間に起こった帝位継承戦争に巻き込まれることとなった。
当時モンゴル高原はアリクブケ派で占められていたが、クビライにこそ正当性があると判断したタタルダイは逃走しようとしてアリクブケ派に捕まった。アリクブケは当初タタルダイを処刑するつもりであったが、モンケ・カアンの息子であるアスタイ、ウルン・タシュらは「タタルダイは建国の功臣たる国王ムカリの親族であり、（その名声を考えれば）殺すべきではないでしょう」と助命嘆願し、タタルダイの処刑は取り下げられた。
至元元年（1264年）、内戦がクビライ派の勝利に終わると、タタルダイはアスタイとともにクビライの下に参上した。タタルダイの脱走にまつわる一件を知ったクビライはタタルダイを賞賛し、懐遠大将軍の地位を授け、タタルダイの子孫は代々東平ダルガチの地位を世襲することとなった。タタルダイは42歳で亡くなり、息子が4人いたという。

## ジャアト・ジャライル部タイスン家
- グウン・ゴア（Gü’ün U’a ＞孔温窟哇/kǒngwēn kūwa）
  - ムカリ国王（Muqali guy-ong ＞木華黎国王/mùhuálí guówáng,موقلىكويانك/mūqalī kūyānk）
  - 郡王タイスン（Tayisun ＞帯孫/dàisūn,طایسون/ṭāīsūn）
    - モンケ（Möngke ＞忙哥/mánggē）
      - タタルダイ（Tatardai ＞塔塔児台/tǎtǎértái）

    - トゥメテイ（Tümetei ＞禿満䚟/tūmǎndǎi）
      - ジャルグ（J̌arγu ＞札剌忽/zhálàhū）
      - クトルク（Qutluq ＞忽図魯/hūtúlǔ）